# كاسان (ألاسكا)
كاسان (بالإنجليزية: Kasaan, Alaska) هي مدينة تقع في ولاية ألاسكا في الولايات المتحدة. تبلغ مساحة هذه المدينة 16.2 (كم²)، وترتفع عن سطح البحر م، بلغ عدد سكانها 39 نسمة في عام 2010 حسب إحصاء مكتب تعداد الولايات المتحدة.

## وصلات خارجية
- Community Information نسخة محفوظة 24 فبراير 2014 على موقع واي باك مشين.